# Symmachia jugurtha
Pour les articles homonymes, voir Jugurtha (homonymie).
Espèce
Symmachia jugurtha est un insecte lépidoptère appartenant à la famille  des Riodinidae et au genre Symmachia.

## Taxonomie
Symmachia jugurtha a été décrit par Otto Staudinger en 1887.

## Description
Symmachia jugurtha est un papillon aux ailes antérieures noires à bord costal très bossu ornementé d'un triangle blanc longeant l'aire discale du bord costal et d'une bande blanche formée de courtes bandes parallèles préservant l'apex noir. Les ailes postérieures sont noires avec deux bandes rouges, l'une allant de la base à l'angle anal, l'autre parallèle au bord costal. Le dessus de l'abdomen est rouge.
Le revers présente un corps noir, des ailes postérieures noires et des ailes antérieures noires avec la même ornementation blanche que le dessus.

## Écologie et distribution
Symmachia jugurtha est présent en Colombie.

### Protection
Pas de statut de protection particulier.